# Christopher Poul Beenfeldt
Christopher Poul Beenfeldt (død 5. november 1750) var en dansk officer.
Den fra Kronborgs overgivelse bekendte Poul Beenfeldt, der blev barnløs 1675, kaldte sine tvende brodersønner Claus Beenfeldt og Christopher Poul Beenfeldt til sig og efterlod dem sin formue, da han døde 1676. Brødrene, der var sønner af oberst i hollandsk tjeneste Joachim Beenfeldt og Magdalene Reventlow fra Lübeck, gik begge i dansk krigstjeneste. Christopher Poul Beenfeldt, der ved sin tapperhed tjente sig op fra simpel rytter, blev løjtnant i 2. jyske nationale Regiment 1700. Med denne afdeling deltog han med de danske hjælpetropper i Den Spanske Arvefølgekrig i Holland og Flandern, indtil han 1706 som ritmester blev forsat til 4. jyske Rytterregiment, som han nu fulgte i krigen, og hvorved han 1711 blev major. Et langt sygeleje afbrød hans krigerbane efter et hårdt sår i hovedet, som han fik ved Malplaquet.
Da hans regiment ved hjemkomsten fra Flandern 1714 blev opløst, kom han til Livregiment Ryttere, ved hvilken afdeling han avancerede, til han endelig 1732 blev regimentschef og oberst for 2. søndenfjeldske Dragonregiment, der lå i Frederiksstad i Norge. Året efter fik han brigaders karakter, 1740 blev han generalmajor, 1747 Ridder af Dannebrog og 1749 kommandant i Frederikssten og fik generalløjtnants karakter. Han døde som sådan 5. november 1750 i en meget høj alder, familieoptegnelser angiver endogså, at han var født 1647. Han var ugift og efterlod størstedelen af sin til dels i krigen erhvervede store formue til sin brodersøn, Herman Frederik Beenfeldt.